# آئورا آندرآ مونتئانو
آئورا آندرآ مونتئانو  (به انگلیسی: Aura Andreea Munteanu) ژیمناست زادهٔ ۲۰ سپتامبر ۱۹۸۸ میلادی اهل کشور رومانی است.